# ادوارد هانتر
ادوارد هانتر (انگلیسی: Edward Hunter) زاده ۲ ژوئیه ۱۹۰۲ و مرگ به تاریخ ۲۴ ژوئن ۱۹۷۸م، یک روزنامه‌نگار آمریکایی بود. بسیاری وی را مبتکر و بانی رواج اصطلاح شستشوی مغزی در دهه ۱۹۵۰م، می‌دانند.

## ابتکار اصطلاح شستشوی مغزی
از نظر بسیاری ادوارد هانتر در سال ۱۹۵۰م، با انتشار مقاله ای در یکی از روزنامه‌های عصر میامی، اصطلاح شستشوی مغزی را برای اولین بار به عوام معرفی کرد. در این مقاله او ادعا کرده بود که روسها با ترکیب روشهای پاولفی و روان‌شناسی نوین، ذهن قربانیان خود را تسخیر می‌کنند. هانتر که مدتی سابقه کار در چین داشت، مدعی شده بود که وی بعد از گفتگو با چند زندانی سابق در چین، که یک دوره به اصطلاح بازآموزی را سپری کرده بودند، پی به این راز برده‌است. در واقع شستشوی مغزی، معادل یک اصطلاح رایج چینی، به نام پاکسازی مغز بود۰ اما مقاله هانتر ابعاد جدیدی به آن داد و باعث گسترش بی‌سابقه آن شد.